# القانون الدولي والصراع العربي الإسرائيلي
يؤثر القانون الدولي في قضايا الصراع العربي الإسرائيلي الذي أصبح ساحة رئيسة للتوترات الدولية منذ ولادة إسرائيل عام 1948، ما سبّب العديد من المنازعات بين عدد من الدول العربية وإسرائيل.
هناك إجماع دولي على أن إجراءات بعض الدول بشأن الصراع العربي الإسرائيلي انتهكت القانون الدولي، لكن حاولت بعض الدول المعنية إخفاء ذلك.
في حرب 1967 أحبطت إسرائيل ما يعتقده العديد من القادة الإسرائيليين أنه الهجوم العربي الوشيك، واجتاحت واحتلت أراضي تعرضت هي نفسها للغزو والاجتياح من قِبل الدول المجاورة مثل مصر، وسوريا، والأردن في حرب 1948. في أعقاب معاهدات السلام التي أُجريت بين إسرائيل ومصر، وإسرائيل والأردن تنازلت الدولتان عن مطالبهما المتعلقة بالأراضي التي احتلتها إسرائيل، يتمحور أغلب النزاع اليوم حول القضية الفلسطينية.
إن النقاط الرئيسة للنزاع (وتُعرف أيضًا «بالقضايا الجوهرية» أو «قضايا الحالة النهائية») هي:
- ضم إسرائيل للقدس الشرقية (ضمت إسرائيل أيضًا هضبة الجولان، لكن هذه الأرض لا يطالب بها الفلسطينيون)، وإقامة الاستيطان الإسرائيلي في الضفة الغربية وقطاع غزة بالإضافة إلى إنشاء الجدار الإسرائيلي في الضفة الغربية.
- كيفية تحديد الحدود بين إسرائيل والدولة الفلسطينية.
- حق العودة للاجئين الفلسطينيين من حروب 1948 و1967.

## القانون الدولي العرفي
خلافًا للمعاهدة، لا يُكتب القانون الدولي العرفي عادةً. يمكن تدوين الأعراف ذات الطابع طويل الأمد من قِبل المعاهدات الرسمية. إن القوانين والأعراف في الحرب البرية (اتفاقية لاهاي الرابعة) في 18 أكتوبر عام 1907 واتفاقية جنيف في 12 أغسطس 1949 هي أمثلة عن القوانين التقليدية التي تصرح عن القانون العرفي. لإثبات أن قانون معين هو قانون عرفي، يجب أن يظهر المرء انعكاس القانون في ممارسات الدولة وبوجود قناعة في المجتمع الدولي بأن مثل هذه الممارسة مطلوبة من الناحية القانونية. في هذا السياق، تتعلق «الممارسة» بالممارسة الرسمية للدولة؛ لذا تتضمن إعلانات رسمية من قِبل الدول. من الممكن وجود ممارسة مخالفة من قِبل بعض الدول لأنه إن كانت ممارسة الدولة مدانة من قِبل بعض الدول، فهي مرفوضة من قبل الحكومة نفسها.
تماشيًا مع المادة 13 من ميثاق الأمم المتحدة، تلتزم الجمعية العامة في بدء الدراسات وتقديم التوصيات التي تشجع التطور التدريجي في القانون الدولي وتدوينه. بالعمل وفقًا للمعاهدة المتفق عليها، أكدت الجمعية العامة على المبادئ في القانون الدولي التي اعترف بها ميثاق محكمة نورمبرغ وأمرت بضرورة تدوينهم. اعتُمد في وقت لاحق عدد من هذه المبادئ لإدراجها في مشروع الاتفاقيات التي كانت قيد التطوير من قِبل لجنة القانون الدولي التابعة للأمم المتحدة، وأُدرجت عن طريق اتفاقية الأطراف المتعاقدة السامية في اتفاقية جنيف عام 1949. في 1993 أنشأ مجلس الأمن التابع للأمم المتحدة «بموجب الفصل السابع من ميثاق الأمم المتحدة» محكمة جنائية دولية، ووافق على النظام الداخلي المُّوصى به في تقرير طرحه أمين عام الأمم المتحدة، واستنتجت من دون شك أن القانون الساري في النزاع المسلح -كما جُسّد في اتفاقيات جنيف في 12 أغسطس 1949 واتفاقية لاهاي (الرابعة) في 18 أكتوبر عام 1907- أصبح جزءًا من القانون العرفي الدولي، ويجب أن يكون جزءًا من الموضوع الاختصاصي المطروح في المحكمة الجنائية الدولية ليوغوسلافيا السابقة. في 1998 وافق مؤتمر الأمم المتحدة الدبلوماسي للمفوضين على نظام روما الأساسي للمحكمة الجنائية الدولية. تمكنت المحكمة الدولية مثل محكمة نورنبرغ متابعة الجرائم ضد القانون الدولي العرفي غير المكتوب قبل وقت طويل من تدوينها وإدراجها في المعاهدات اللاحقة.

## الاتفاقيات والقرارات والإعلانات
تستند العديد من أحكام القانون الدولي على المبادئ والأعراف التي استُحدثت في القارة الأمريكية خلال القرن التاسع عشر. تتضمن المبادئ الحيازة الجارية في 1810 ومبدأ مونور في 1823، فيما يتعلق بعدم الاستيطان وعدم التدخل. في 1890 اعتمد المؤتمر الدولي الأول للدول الأمريكية حظرًا على الغزو الأمريكي، ووافق بعدم الاعتراف على جميع عمليات الاستحواذ التي حصلت عنوةً. اعتُرف بهذه المبادئ والتفاهمات الإقليمية في المادة 21 من ميثاق عصبة الأمم. يستند نظام الولايات في المادة 22 من الميثاق جزئيًا على البيانات المعيارية وممارسات الدولة. كان ميثاق كيلوغ برييان في عام 1928، وموافقة عصبة الأمم على مبدأ ستيمسون في 1931 من الجهود التي تستهدف إنهاء الممارسة التعديلية الإقليمية القسرية من خلال القانون الدولي.
بعد الحرب العالمية الثانية، أُدرجت مبادئ القانون الدولي التي أيدت السلامة الإقليمية للدول في ميثاق الأمم المتحدة، وأُعيد تأكيدها فيما بعد في إعلان منح الاستقلال للبلدان والشعوب المستعمرة، وميثاق منظمة الوحدة الأفريقية الذي يحترم النزاهة، ووثيقة هلسنكي الختامية الصادرة في عام 1975 التي تضمنت حظرًا بمنع تغيير الحدود دون الحصول على الموافقة. ينص الفصل المتعلق بالحقوق والواجبات الأساسية للدول في ميثاق منظمة الدول الأمريكية على ما يلي:
لا يجوز انتهاك أراضي الدولة، ولا يجب أن تكون عرضة للاحتلال أو تدابير القوة التي تتخذها الدول الأخرى، لأي سبب من الأسباب ومهما كان، وحتى لو بصورة مؤقتة. لا يجب الاعتراف بعمليات استحواذ الأراضي أو المزايا الخاصة التي حُصل عليها إما بالقوة أو بأي وسيلة أخرى قسرًا.

## المسائل القانونية المتعلقة بالسيادة
في العلاقة بين الدول والبلدان خلال الحقبة الاستعمارية تبنّى الوفاق الأوروبي مبدأً قانونيًا رئيسًا عن أن السلطة القانونية العليا، أو السيادة تكمن خارج أمم الشعوب الأصلية. أسفر عن هذا المبدأ الرئيس خلقُ عدد كبير من الدول التابعة مع سيادة مقيدة وحكم ذاتي استعماري. استُخدمت العديد من المصطلحات لوصف عدد من أنواع الدول التابعة مثل الملكية المشتركة، والانتداب، والحماية، والمستعمرة، والدول التابعة. بعد الحرب العالمية الثانية كان هناك ضغط دولي قوي لإزالة الملحقات المرتبطة بالاستعمار.
أسفرت الغالبية العظمى من دول العالم ذات السيادة على الاعتراف باستقلال الشعوب المستعمرة والأقاليم التابعة. تشكلت العديد من الدول قبل الحرب العالمية الثانية بسبب الحروب التي حُلت عن طريق معاهدات السلام. فُرضت بعض من معاهدات السلام هذه على الأطراف الخاسرة في الحرب وجرت بعضها باعتبارها نتيجة للمفاوضات التي عقبت الحروب، أو أُبرمت تحت تهديد الحروب. في حالات كهذه، كان القانون المنطبق ملزمًا بمعاهدات السلام بين الولايات. حظرت ممارسة التوسع الإقليمي بموجب ميثاق الأمم المتحدة، والمعاهدات متعددة الأطراف، والتفسير الرسمي لمبادئها القانونية الواردة في قرار الجمعية العامة للأمم المتحدة 2625 (الخامس والعشرين) بتاريخ 24 أكتوبر 1970، إعلانًا عن مبادئ القانون الدولي بشأن العلاقات الودية والتعاون بين الدول وفقًا لميثاق الأمم المتحدة. إن الهدف من الأمم المتحدة هو منع التهديدات التي يتعرض لها السلام وإزالتها وقمع أعمال العدوان. يشترط الميثاق أن يمتنع الأعضاء عن التهديد باستخدام القوة أو استخدامها. وفقًا للاعتقاد الشائع، أصبحت الالتزامات التي تفرضها أحكام الميثاق جزءًا من القانون الدولي العرفي وهي ملزمة لجميع الدول، سواء كانت دوَلًا أعضاء في الأمم المتحدة أم لا.

## المعاهدات والقرارات
تخضع المجتمعات والأماكن المقدسة في فلسطين إلى الحماية الصريحة من قِبل القانون الدولي منذ بداية القرن التاسع عشر. على سبيل المثال، أشار الرأي الاستشاري لمحكمة العدل الدولية إلى إمكانية الوصول إلى الأماكن المقدسة المسيحية، واليهودية، والإسلامية التي كانت محمية بقوانين مختلفة تعود إلى بداية الدولة العثمانية.

## اقرأ أيضا
- ناليدي باندور